# Strada statale 369 Appulo Fortorina
La strada statale 369 Appulo Fortorina (SS 369), fino al 2018 strada provinciale 135 bis SS 17-San Bartolomeo in Galdo (SP 135 bis) in Puglia e strada provinciale 51 Appulo-Fortorina (SP 51) in Campania, è una strada statale italiana di collegamento interregionale. Nel 2018 l'ANAS ne è ritornata in possesso con il piano Rientro strade.

## Percorso
La strada ha inizio distaccandosi dalla strada statale 17 dell'Appennino Abruzzese e Appulo Sannitico alle porte di Volturara Appula e, proseguendo verso sud, abbandona dopo pochi chilometri la provincia di Foggia. Entrata in quella beneventana, la strada passa per San Bartolomeo in Galdo, supera il fiume Fortore e devia verso sud-ovest. Attraversa quindi Foiano di Val Fortore e San Marco dei Cavoti, innestandosi infine sulla strada statale 212 della Val Fortore presso bivio di Reino, nel comune di Pesco Sannita, non lontano dal fiume Tammaro.
In seguito al decreto legislativo n. 112 del 1998, dal 2001 la gestione del tratto pugliese era passata dall'ANAS alla Regione Puglia, che aveva provveduto al trasferimento dell'infrastruttura al demanio della Provincia di Foggia; dal 17 ottobre 2001 la gestione del tratto campano era passata alla Regione Campania, che nella stessa data aveva ulteriormente devoluto le competenze alla Provincia di Benevento.
Nel 2018, con il piano rientro strade, la strada è ritornata in possesso dell’ente ANAS.